# Wertherbruch
Wertherbruch is een dorp in Noordrijn-Westfalen. Sinds de gemeentelijke herindeling van 1975 behoort Wertherbruch tot de stad Hamminkeln.
In het dorp komen de Landesstraßen 459, 505 en 896 bijeen.

## Geschiedenis
In het jaar 1296 begon men het drassige moerasland (de broek) ten zuiden van Werth te ontwateren. Door het in cultuur brengen van de bodem ontstond het zogenaamde 'broekhoevedorp' Wertherbruch. De oudste vermelding van de naam stamt uit 1327: 'Werderbroke'. 
De kerk van Wertherbruch ligt bij de kruising van de Wertherbrucher Straße (L459) en de Provinzialstraße (L896) en is gebouwd omstreeks 1460-1480.

## Bekende inwoners
- Franz Friedrich Graeber (1784–1857), protestants theoloog en generaalsuperintendent van de kerkprovincie Westfalen.
- Jacob Herman Friedrich Kohlbrügge (1865–1941), medicus en antropoloog.